# Stadio Theodoros Kolokotronis
Das Stadio Theodoros Kolokotronis (griechisch Γήπεδο «Θεόδωρος Κολοκοτρώνης») ist ein Fußballstadion in der griechischen Stadt Tripoli, Hauptstadt der Region Peloponnes. Der Fußballverein Asteras Tripolis ist der Eigentümer und trägt hier seine Heimspiele aus. Die Anlage wurde 2013 nach Theodoros Kolokotronis (1770–1843), einem griechischen Freiheitskämpfer, Partisanenführer und Generalfeldmarschall während der Griechischen Revolution (1821–1829), benannt. Davor trug es den Namen Gípedo Astéra Trípolis (Γήπεδο Αστέρα Τρίπολης ‚Stadion Asteras Tripolis‘).

## Geschichte
Das damalige Gipedo Astera Tripolis wurde 1979 eröffnet. Erste Renovierungsarbeiten fanden 2002 statt. Bis 2005 besaß die Heimat von Asteras Tripolis nur eine Tribüne. Die neuen Besitzer des Clubs investierten in die Spielstätte. Als erstes entstand 2005 die Osttribüne mit 2488 Sitzplätzen. Darüber hinaus findet man dort u. a. die Vereinsbüros, eine V.I.P.-Lounge und das Vereinsmuseum. Dahinter liegt ein Trainingsplatz. 2007 stieg der Club in die griechische Super League auf. Für die erste Liga wurde an der Westseite ein neuer Rang mit 1447 Sitzplätzen und eine Pressetribüne gebaut. Sie ist etwa zur Hälfte überdacht. Hinter der Tribüne befinden sich zwei kleine und zwei große Trainingsplätze. Das Südende erhielt eine kleine Tribüne. Der Platz dort ist begrenzt, da an der Südostecke eine Straße verläuft. 2008 wurde das Stadion im Norden hinter dem Tor mit einer überdachten Tribüne mit 2016 Sitzplätzen ergänzt. Die Südtribüne wurde 2010 erweitert und verfügt über 1665 Sitzplätze. Sie ist eingezäunt, mit Stacheldraht versehen und in der Regel für die Gästefans reserviert. Bis 2015 wurde das Stadio Theodoros Kolokotronis immer wieder modernisiert und den Anforderungen der Super League und der UEFA angepasst. Gegenwärtig bietet das Stadion 7423 Sitzplätze.

## Internationale Spiele

### UEFA Europa League 2012/13
- 26. Juli 2012:  Asteras Tripolis –  İnter Baku 4:2 i. E., 1:1 n. V. – 2661 Zuschauer (2. Qualifikationsrunde)[4]
- 02. Aug. 2012:  Asteras Tripolis –  Marítimo Funchal 1:1 – 3750 Zuschauer (3. Qualifikationsrunde)[5]

### UEFA Europa League 2013/14
- 01. Aug. 2013:  Asteras Tripolis –  SK Rapid Wien 1:1 – 5000 Zuschauer (3. Qualifikationsrunde)[6]

### UEFA Europa League 2014/15
- 24. Juli 2014:  Asteras Tripolis –  Rovaniemi PS 4:2 – 2867 Zuschauer (2. Qualifikationsrunde)[7]
- 07. Aug. 2014:  Asteras Tripolis –  1. FSV Mainz 05 3:1 – 3659 Zuschauer (3. Qualifikationsrunde)[8]
- 21. Aug. 2014:  Asteras Tripolis –  Maccabi Tel Aviv 2:0 – 4451 Zuschauer (Play-offs)[9]
- 02. Okt. 2023:  Asteras Tripolis –  FK Partizan Belgrad 2:0 – 3601 Zuschauer (Gruppe C)[10]
- 06. Nov. 2023:  Asteras Tripolis –  Tottenham Hotspur 1:2 – 5130 Zuschauer (Gruppe C)[11]
- 27. Nov. 2023:  Asteras Tripolis –  Beşiktaş Istanbul 2:2 – 2858 Zuschauer (Gruppe C)[12]

### UEFA Europa League 2015/16
- 17. Sep. 2015:  Asteras Tripolis –  Sparta Prag 1:1 – 2984 Zuschauer (Gruppe K)[13]
- 05. Nov. 2015:  Asteras Tripolis –  APOEL Nikosia 2:0 – 3624 Zuschauer (Gruppe K)[14]
- 10. Dez. 2015:  Asteras Tripolis –  FC Schalke 04 0:4 – 2501 Zuschauer (Gruppe K)[15]

### UEFA Europa League 2018/19
- 02. Aug. 2018:  Asteras Tripolis –  Hibernian Edinburgh 1:1 – 3870 Zuschauer (2. Qualifikationsrunde)[16]